# Dance Moms
Dance Moms, ou Mamans, gérantes d'estrade au Québec, est une émission de téléréalité américaine diffusée entre le 13 juillet 2011 et le 10 septembre 2019 sur Lifetime et en simultané sur Lifetime Canada.
Le principe de l'émission est de suivre l'apprentissage d'un groupe de jeunes danseuses au sein de la compagnie de danse Abby Lee Dance Company. Cette compagnie a pour vocation de faire de ses élèves des professionnels de la danse. La particularité de l'émission est sa focalisation sur le point de vue des mères des petites filles participant au programme.
Au Québec, l'émission est diffusée depuis le 29 août 2012 sur Canal Vie, et en France depuis le 17 septembre 2014 sur Téva.

## Principe
Chaque semaine, dans le studio Abby Lee Dance Company basé à Pittsburgh, un groupe de jeunes danseuses dirigé par Abby Lee Miller s'entraîne afin de participer à une compétition de danse. Le groupe est généralement composé de 5 à 8 danseuses, selon les épisodes de l'émission. Elles apprennent chaque semaine une nouvelle chorégraphie de groupe et également, pour certaines, un trio, duo ou solo. Effectuer un solo lors d'une compétition est un privilège convoité par les petites filles, et l'objet de nombreux conflits entre leurs mères. Chaque épisode débute par une "pyramide", un classement constitué par la chorégraphe Abby afin de désigner les meilleures et pires performances de la semaine précédente. L'épisode se termine généralement par la remise des prix de la compétition disputée.
Maddie Ziegler est présumée être la danseuse favorite d'Abby. Elle effectue presque toutes les semaines un solo, ressort gagnante de la plupart des compétitions et est quasiment toujours placée en haut de la pyramide. Ceci crée, à chaque épisode, des tensions entre sa mère Melissa et les mères des autres petites filles. Les tensions entre ces mères et Abby Lee Miller sont également au centre de l'émission.

## Membres

### Professeurs
- Abby Lee Miller est la fondatrice de l'Abby Lee Dance Company.
- Gianna Martello est l'assistante d'Abby Lee Miller et une de ses anciennes élèves.

## Anciens membres

### La team « ELITE»
- Melissa Gisoni est la mère de Maddie Ziegler (née en 2002) et de Mackenzie Ziegler (née en 2004). Quittent l'émission au cours de la saison 6 pour que Maddie se concentre sur ses projets professionnels.
- Jackie Lucia est la mère de  Sophia Lucia (née en 2002) qui quittera l'émission à la 3e saison.
- Kelly Hyland est la mère de Brooke Hyland (née en 1998) et Paige Hyland (née en 2000) qui ont été exclues de l'émission lors de la quatrième saison en raison d'une dispute entre Kelly et Abby.
- Christi Lukasiak est la mère de Chloé Lukasiak (en) (née en 2001), qui quittera l'émission après la quatrième saison[5]. Elle reviendra pendant la 7e saison.
- Cathy Stein est la mère de Vivi-Anne Stein (née en 2004), qui a quitté l'émission après la première saison. Cathy est la propriétaire du studio Candy Apple's[6] et rivale d'Abby Lee Miller.
- Leslie Ackerman est la mère de Payton Ackerman (née en 1997), qui rejoint ponctuellement l'émission pour intégrer certaines chorégraphies de groupe.
- Kristie Ray est la mère d'Asia Ray (née en 2005), qui apparaît quelques épisodes pendant la 3e saison.
- Jessalynn Siwa est la mère de JoJo Siwa (née en 2003), qui a rejoint l'émission lors de la 4e saison et la quitte après la 6e saison.
- Christy Hunt est la mère de Sarah Hunt (née en 2005), qui a rejoint plusieurs fois l'émission lors des 4e et 5e saisons
- Jill Vertes est la mère de Kendall Vertes (née en 2002) qui a rejoint l'émission lors de la 2e saison.
- Kira Girard est la mère de Kalani Hiliker (née en 2000) qui a rejoint l'émission lors de la 4e saison.
- Holly Frazier est la mère de Nia Sioux (née en 2001). Quitte l'émission après la 7e saison.

### La team "MINI L.A" (2016 -6esaison)
- Tiffany Oladi est la mère de Alexus Oladi (née le 4 juillet 2007), quittent l’émission après que la mini team a été dissoute.
- Sari Lopez est la mère d'Areana Lopez (née le 21 mai 2005).
- Mary Owen est la mère d'Alysa Owen (née le 9 mars 2006).
- Lynn Fay est la mère de Kendyl Fay (née le 25 février 2008), qui a rejoint l'émission après le départ de Mia
- Kerri Evans est la mère de Peyton Evans (née le 17 février 2009).
- Yolanda Walmsley est la mère de Elliana Walmsley (née le 23 juin 2007).
- Stacey Ketchman est la mère de Lilliana Ketchman (en) (née le 23 juin 2008).

## Voix françaises
- Murielle Naigeon
- Véronique Uzureau
- Adeline Lecadet
- Marine Tuja
- Philip Hubert
- Benjamin Cohen
- Marion Koen
- Sandra Parra
- Églantine Lecoz
- Alice Taurand
- Flora Kapriélian
- Sabrina Marchese
- Anne-Sophie Nallino

Version française
- Studio : Imagine
- Adaptation : Valantine Marchal
- Direction artistique : Julien Breat

## Épisodes

### Première saison (2011)
La première saison comporte douze épisodes et un spécial, diffusés entre le 13 juillet et le 12 octobre 2011.
1. Que le spectacle commence ! (The Competition Begins)
2. Une nouvelle recrue (Wildly Inappropriate)
3. Telle mère, telle fille (Cheerleader Blues)
4. La vedette (Stealing the Show)
5. L'agent de New York (When Stars Collide)
6. Portés disparus (Dying to Dance)
7. Danse mon ange (She's a Fighter)
8. Il y a de l'amour dans l'air (Love on the Dance Floor)
9. Las Vegas nous voilà (From Ballerinas to Showgirls)
10. La guerre est déclarée (Cathy Brings It On!)
11. Le championnat (It All Ends Here)
12. Une étoile au firmament (There's Only One Star)
13. Best of (Most Outrageous Moments) (spécial)

### Deuxième saison (2012)
La seconde saison comporte 26 épisodes et 4 spéciales, diffusés entre le 10 janvier au 25 septembre 2012.
1. Entrons dans la danse (Everyone's Replaceable)
2. Les reines des pommes (Return of the Candy Apples)
3. Le choix de Brooke (Brooke's Turning Point)
4. Personne n'aime les méchants (No One Likes A Bully)
5. La revenante (Brooke's Back)
6. Mamans costumières (Jill on the Rampage)
7. Haut les mains (Bullets and Ballet)
8. Trahison suprême (The Runaway Mom)
9. Un enjeu de taille (Costume Drama)
10. Sous le soleil de Floride (Miami Heat Wave)
11. Rêve de star (Melissa Pleads the Fifth)
12. La chance d'une vie (Waiting for Joffrey)
13. Mensonges et jalousies (Abbygeddon)
14. Abby dans tous ses états (Abby's Most OMG Moments) (spécial)
15. La battle commence (The Battle Begins)
16. Un retour flamboyant (Night of the Living Dancers)
17. Tous les coups sont permis (I Know What You Did Last Competition)
18. Le secret de Maddie (Maddie Has A Secret)
19. Pour le pire et pour le meilleur (Abby's Dance-A-Thon) (spécial)
20. La revanche (How Do you Like Them Apples?)
21. Un anniversaire entre ennemies (Worst Birthday Party Ever!)
22. Drop Dead Diva (Guess Who's Back?)
23. Encore des maux (Break a Leg)
24. Filles contre garçons (Revenge of the Candy Apples)
25. Le gala d'Abby (The Recital to End All Recitals)
26. Cruel dilemme (New Girl in Town)
27. La fièvre du solo (Solo Fever)
28. Que la meilleure gagne ! (Nationals 90210)
29. Retrouvailles, partie 1 (Reunion: Off the Dance Floor, Part 1) (spécial)
30. Retrouvailles, partie 2 (Reunion: Off the Dance Floor, Part 2) (spécial)

### Troisième saison (2013)
La troisième saison comporte 31 épisodes et 8 spéciales, diffusés entre le 1er janvier et le 17 septembre 2013.
1. Les 4 vérités (The Smoke Before the Fire) (spécial)
2. Le début de la fin (The Beginning of the End)
3. Esprit de rébellion (Out With the Old, In With the New)
4. Superstar (But I'm a National Champion!)
5. On ne va pas se mentir (Liar Liar Dance Mom on Fire!)
6. Gare aux remplaçantes ! (Revenge of the Replacements)
7. Au sommet de la pyramide (Boys Are Cuties, Girls Have Cooties)
8. No limit (Rotten to the Core)
9. Rien n'est jamais acquis (You've Been Unfriended)
10. RIP Broadway Baby (Bye Bye Baby)
11. Une histoire d'amour (All's Fair in Love and War)
12. Garde à vous ! (Camouflaged Maneuvers)
13. Expressions et émotions (The Apple of Her Eye)
14. Croqueuses de diamants (She's a Maniac)
15. Une concurrence impitoyable (Watch Your Back, Mack)
16. Toutes aux urnes ! (The Politics of Dancing)
17. Assistante chorégraphe (May I have this dance?)
18. Premier direct (The View from the Top)
19. L'enfer du bras de fer (Candy Apple Showdown)
20. Mère / fille (Tell All, Part 1) (spécial)
21. On balance tout (Tell All, Part 2) (spécial)
22. Dans la cour des grands (Boy Crazy, Mom Crazy)
23. Mamans incognito (Two Girls, One Solo)
24. Une équipe idéale (An Apple a Day Keeps Abby Away)
25. So chic (No Room for Rotten Apples)
26. Prises de bec, partie 1 (Dance Moms Chatter, Part 1) (spécial)
27. Prises de bec, partie 2 (Dance Moms Chatter, Part 2) (spécial)
28. Hip hop et claquettes (Tap Versus Hip Hop)
29. Rivalités (Abby's So Far This Season) (spécial)
30. Quelle journée ! (Recital Rebellion)
31. Clash (Clash of the Dance Moms)
32. Pièce rapportée (The Dancing Dead)
33. Quand le chat n'est pas là… (Gone, Abby Gone)
34. Invincibles (On-Again, Off-Again Abby)
35. Jackpot à Vegas (Diva Las Vegas)
36. Le nouveau visage de la danse (Do-Si-Do and Do-Si-Don't)
37. Ma fille est une championne (The Big, Not So, Easy)
38. L'ouragan Abby (Dance Moms Reunion: Hurricane Abby) (spécial)
39. Le temps des cadeaux (Twas the Fight Before Christmas) (spécial)

### Quatrième saison (2014)
La quatrième saison comporte 27 épisodes et 7 spéciales, diffusés entre le 1er janvier et le 14 octobre 2014.
1. Vilains défauts (Guess Who's Coming to the Dance?) (spécial)
2. Toutes sur la sellette… ou presque (Welcome Back… Now Don't Get Too Comfy)
3. Un numéro parmi d'autres (Two Can Play This Game)
4. Pour la bonne cause (Dance Moms Cares) (spécial)
5. Abby la menace (Abby Strikes Back)
6. Entre sorcières (Chloe vs. Kendall: Round 2)
7. Tout le monde veut votre place (No One Is Safe)
8. La nouvelle Chloe (Clash of the Chloes)
9. Revanche à New York (Big Trouble in the Big Apple)
10. Un seul être vous manque… (Wingman Down)
11. À huit, on sera un mythe (Nothing's Fair in Abbyville)
12. Le neuvième ciel (No Solo for You)
13. Un pas de travers (Blame It on the New Girl)
14. Petite sœur, grande sœur (Sister Showdown)
15. De décisions en décisions (Decisions Decisions)
16. La famille d'abord (Family Comes First)
17. Un si bel hommage (Lights! Camera! Dance!)
18. La vie continue (Presenting My New Team)
19. Les Dance Moms voient rouge (Seeing Red) (spécial)
20. Entre filles (Girl Talk) (spécial)
21. Maddie contre Chloe (The Battle of Maddie vs. Chloe) (spécial)
22. Top 10 des chorés (Abby's Top Ten Dances) (spécial)
23. Deux fois plus d'embrouilles (Double the Moms, Double the Trouble)
24. Premier baiser (Kiss or Get Off the Pot)
25. Le monde selon Abby (Three Soloists, One Star)
26. La peur de perdre (Abby-phobic)
27. Le parapluie maudit (Chloe Gets Revenge)
28. Doit faire ses preuves (No More Crybabies)
29. Le feu aux poudres (The Understudies)
30. Attention ou j'annule tout (Another One Bites the Dust)
31. Mon solo préféré (45 Second Solos)
32. Hollywood, nous voilà ! (Hollywood Here We Come, Part 1)
33. L'heure de vérité (Hollywood Here We Come, Part 2)
34. Favoritisme (Playing Favorites) (spécial)

### Cinquième saison (2015)
La cinquième saison comporte 30 épisodes et 4 spéciales, diffusés entre le 6 janvier 2015 et le 18 août 2015.
1. Interdit aux mamans (Girl Talk 2) (spécial)
2. L'absente (99 Problems But a Mom Ain't One)
3. Au bord de la crise de nerf (Abby Got Served)
4. Tête de nœud (JoJo with a Bow Bow)
5. Bye Bye Pittsburgh (Bye Bye Pittsburgh)
6. La conquête de l'Ouest (Hello Hollywood, Goodbye Abby)
7. Le ton monte (Nia Risks It All)
8. La dure loi de Los Angeles, partie 1 (Wild Wild West Coast, Part 1)
9. La dure loi de Los Angeles, partie 2 (Wild Wild West Coast, Part 2)
10. L'effet domino (The Great Divide)
11. Dans la tourmente (The New Maddie?)
12. Dernière chance pour Nia (Nia's Last Chance)
13. Le grand défi (Abby's Trash, Cathy's Treasure)
14. Un concours sans Maddie (Mackenzie's Time to Shine)
15. Deuxième chance à Hollywood (Hollywood Round Two)
16. Qui s'y frotte s'y pique (Maddie vs. Kalani)
17. Clip battle (Video Killed the ALDC Star)
18. Dernier concours à Pittsburgh, partie 1 (Showdown in Pittsburgh, Part 1)
19. Dernier concours à Pittsburgh, partie 2 (Showdown in Pittsburgh, Part 2)
20. Règlement de comptes (Seeing Stars) (spécial)
21. Australie rien ne va plus, partie 1 (Dance Moms Down Under, Part 1)
22. Australie rien ne va plus, partie 2 (Dance Moms Down Under, Part 2)
23. Kendall superstar (Live From LA, It's Kendall K)
24. Maddie contre Mackenzie (Maddie vs. Mackenzie)
25. Un monstre sous le lit (West Coast Strikes Back)
26. Grosse dispute (Abby vs. Kira)
27. Abby Lee Miller a disparu (Where in the World is Abby Lee Miller?)
28. Viendra, viendra pas (Abby vs. Kira… AGAIN!)
29. Compte à rebours (Solo Battle: Round 1)
30. Solos en folie (Baby Dance Mama Drama)
31. Pas question de perdre (Nia vs. Kalani… Winner Takes Al)
32. Ça passe ou ça casse (Chaos at Nationals)
33. City of Angels (spécial, inédit en France)
34. Slumber Party! (spécial, inédit en France)

### Sixième saison (2016)
La sixième saison comporte 29 épisodes et 5 spéciales, diffusés entre le 5 janvier et le 22 novembre 2016.
1. No Moms Allowed (spécial)
2. New Season, New Rules
3. Abby vs. Melissa
4. Mini Dancers, Big Drama
5. Now You See Abby, Now You Don't
6. Abby's Replaceable
7. Abby's New Favorites
8. Debbie Allen to the Rescue
9. Maddie Is Back
10. Nia Saves the Day
11. Abby Lee Horror Story
12. The Maddie Rumor
13. Brynn's Big Moment
14. ALDC Does Vegas
15. JoJo Steals the Show Show
16. Melissa's Announcement
17. Mack Z vs. Abby Lee
18. Mini Madness
19. One Last Dance
20. Hello and Goodbye (spécial)
21. The Girls Say Goodbye (spécial)
22. Maddie and Mackenzie Say Goodbye (spécial)
23. Girl Talk Part 3 (spécial)
24. Abby's New Beginning
25. Nia & Kendall Face Off
26. Return of the Minis
27. Mommy Meltdown
28. Mini Mayhem
29. Abby, You're Fired!
30. JoJo is a No Show
31. ALDC For Sale?
32. Float Like a Butterfly, Sting Like Ab-bee
33. Two Teams, Two Studios Part 1
34. Two Teams, Two Studios Part 2

### Septième saison (2016-2017)
La septième saison de 29 épisodes et 1 spécial, diffusée du 29 novembre 2016 au 24 octobre 2017.
1. Fight for Your Life
2. Abby's Worst Nightmare
3. Return of the Rotten Apples
4. Winner Takes All
5. New Kid on the Block
6. No Clowning Around
7. The Fresno Curse
8. ALDC Ain't Dead Yet
9. Battle of the Blondes
10. Breathless In Denver
11. Leaving La La Land
12. It's Not Always Sunny in Pittsburgh
13. Same Old Frenemies, Part 1
14. Same Old Frenemies, Part 2
15. Abby Tells All (spécial)
16. Judgement Day Approaches
17. Abby Flies the Coop
18. Out with Abby, In with Chloe - Part 1
19. Out with Abby, In with Chloe - Part 2
20. All Choked Up
21. Stamina, Stamina, Stamina
22. Ashlee's Big Decision Part 1
23. Ashlee's Big Decision Part 2
24. There's a New Team in Town Part 1
25. There's a New Team in Town Part 2
26. Everyone's Replaceable… Even Abby
27. Under Cheryl's Spell
28. The Best Is Yet to Come
29. Abby's Last Dance
30. Chloe & Christi's Encore

### Huitième saison (2019)
La huitième saison de 18 épisodes et 2 spéciaux est diffusée du 4 juin au 10 septembre 2019.
1. Le retour d'Abby
2. Abby reprend du service
3. Maman très chère
4. L'enfant gâtée de Broadway
5. Choisis judicieusment
6. Queen ou le roi de l'ALDC
7. L'ultimatum de Lilly
8. Le retour de Yolanda
9. Une équipe au banc des accusés
10. On fait des vagues à Pittsburgh
11. Tolérance zéro pour les mères
12. Le vrai visage de Hannah
13. Deux blousons:quatre danseurs
14. Les auditions d'Abby
15. Le retour du studio 19
16. La renaissance des cendres
17. Finale nationale à New York

## Autour de l'émission

### Abby Lee Dance Company
Abby Lee Miller a créé sa propre compagnie de danse à l'âge de 14 ans. Le studio Abby Lee Dance Company est situé à Pittsburgh, dans l'état de Pennsylvanie, là où Abby Lee Miller est née et a toujours vécu. La compagnie de danse est ouverte aux enfants de 2 à 18 ans et dispense de nombreux cours de danse, des claquettes au hip-hop, en passant par le jazz. Outre Abby, ces cours sont donnés par six professeurs de renom. Le but d'Abby Lee Miller est qu'après avoir suivi une formation complète au sein de son studio, ses élèves puissent entamer une carrière de danseurs professionnels.

### Chorégraphies
Abby Lee Miller est une chorégraphe reconnue, dès lors les séquences chorégraphiques occupent une grande place dans l'émission. Les créations d'Abby ont pour particularité de raconter chacune une histoire. Dans "The last text", considérée comme l'une des meilleures chorégraphies d'Abby, les danseuses simulent un trajet en voiture à l'issue tragique. Les jeunes filles sont également souvent chargées d'incarner sur scène un personnage célèbre. Maddie s'est notamment glissée dans la peau d'Helen Keller, une écrivaine aveugle, sourde et muette. Abby a même confié à Nia, qui avait déjà interprété un hommage à Maïa Angelou, une chorégraphie en mémoire de son chien décédé, un bichon nommé Broadway Baby.

### Critiques et controverses
À la suite d'un énième affrontement avec Abby, Kelly Hyland frappe la chorégraphe et se retrouve alors poursuivie en justice. À la suite de cela, elle et ses filles quitteront l'émission. L'incident peut être vu dans l'épisode diffusé le 11 février 2014. En retour, Kelly Hyland a elle aussi engagé des poursuites contre Abby Lee au nom de sa fille Paige, l'accusant de harcèlement moral. Abby avait en effet, entre autres moqueries, conseillé à Kelly de faire soigner Paige pour problèmes mentaux.
De nombreux téléspectateurs ont critiqué l'attitude d'Abby Lee envers ses élèves, affirmant qu'elle est la seule responsable des crises de nerfs de Kelly Hyland ou des autres mères.
Les costumes portés par les petites filles lors des compétitions de danse font parfois l'objet de controverses. La plus violente a eu lieu après la diffusion du neuvième épisode de la seconde saison, lors duquel les jeunes danseuses ont exécuté une chorégraphie intitulée "Topless showgirls". Pour ce numéro, elles étaient vêtues de tenues créant une illusion de nudité. En raison de nombreuses critiques, l'épisode a ensuite été censuré par la chaîne.

## Émissions dérivées et adaptations
- Dance Moms: Miami est une émission au concept identique mais dont l'action prend place au Stars Dance Studio. L'émission a été annulée après une seule saison.
- Abby's Ultimate Dance Competition est une émission constituée de compétitions de danse durant lesquelles Abby Lee Miller sélectionne de jeunes danseuses qui s'affronteront jusqu'à ce qu'il ne reste plus qu'une seule gagnante[16].
- Abby's Studio Rescue est une émission lors de laquelle Abby Lee Miller aide des studios de danse en difficulté financière à faire peau neuve afin de recruter de nouveaux élèves[17].
- Raising Asia est une émission qui suit la vie de Asia Monet Ray, une danseuse invitée qui rejoint l'équipe pendant plusieurs compétitions lors de la troisième saison.
- Dance Mums with Jennifer Ellison, adaptation britannique de l'émission.

## Adaptation cinématographique
En 2016, Ellen DeGeneres annonce que sa compagnie de production, A Very Good Production, et le studio Warner Bros. développent un film adapté de l'émission.